# Tonggung palota és Voldzsi tó
A  Tonggung (Donggung) palota és Voldzsi (Wolji) tó  (hangul: 동궁과 월지, Tonggungva Voldzsi, handzsa: 東宮과 月池, RR: Donggungwa Wolji), korábbi nevén Anapcsi (hangul: 안압지, handzsa: 雁鴨池, RR: Anapji) mesterséges tó a Kjongdzsu (Gyeongju)i Nemzeti Park területén, mely feljegyzések szerint 674-ben épült, Munmu sillai király idejében. A tó a Panvolszong (Banwolseong) palota területén fekszik, annak északkeleti oldalán. Ovális alakú, három mesterséges kis szigettel. Nevét azután változtatták meg, miután ásatásokon előkerült agyagedényeken megtalálták a silla-kori elnevezését. A terület a Kjongdzsu (Gyeongju) Történelmi Körzet részeként a világörökség részét képezi.

## Története
A Szamguk szagi (Samguk sagi) szerint Munmu király idejében egy új tavat hoztak létre a palotában, virágokat ültettek és ritka növényeket és állatokat gondoztak itt. Arról is született feljegyzés, hogy Kjongszun (Gyeongsun) király itt fogadta Vang Gon (Wang Geon)t, Korjo (Goryeo) alapítóját 931-ben. Silla eleste után évszázadokig rossz állapotban volt. A tóból három kis sziget emelkedik ki, északra és keletre tőle pedig 12 domb húzódik; ez az elrendezés  taoista szemléletet hordoz. Több pavilon is épült itt, ahol ünnepségeket, banketteket tartottak.
1975-ben kezdődtek meg a tó és környékének felújítási munkálatai, melyek 1980-ra fejeződtek be. A tó vizét leeresztették, az eredeti vízvezetéket, a vízelvezető csatornát, a tó vizének frissességét szabályzó komplex szerkezet és a kőpadkákat feltárták és a feltárásoknak megfelelően helyreállították. Összesen 26 épület alapját és mintegy 33 000 darab relikviát tártak fel ezen a helyszínen, köztük egyedi és különlegesen tervezett tetőcserepeket, tálakat, tányérokat, aranyozott bronz Buddha-figurákat, ékszereket, kiegészítőket és más használati tárgyakat, valamint virágmintás téglákat, amelyekre a „Csoro (Joro) második éve (680)” feliratot írták. Ezek betekintést nyújtanak a kor buddhista művészetébe és a sillai mindennapi életbe. A terület legfontosabb épülete az Imhedzson (Imhaejeon) volt, a koronaherceg palotája.
2018-ban Kjongdzsu (Gyeongju) városa tovább szerette volna folytatni a helyreállítási munkálatokat, erre azonban nem kapott engedélyt az UNESCO-tól.

## Turizmus
A területre belépni csak jegyvételt követően lehet. 1985-ben létrehoztak itt egy 1000 négyzetméteres kiállítóközpontot, ahol a területen talált tárgyi emlékeket lehet megtekinteni, mintegy 730-at. A központ a Kjongdzsu (Gyeongju)i Nemzeti Múzeum része. Az épületek egy részét helyreállították, a többit természetes, romos formájukban lehet megtekinteni.

## Galéria

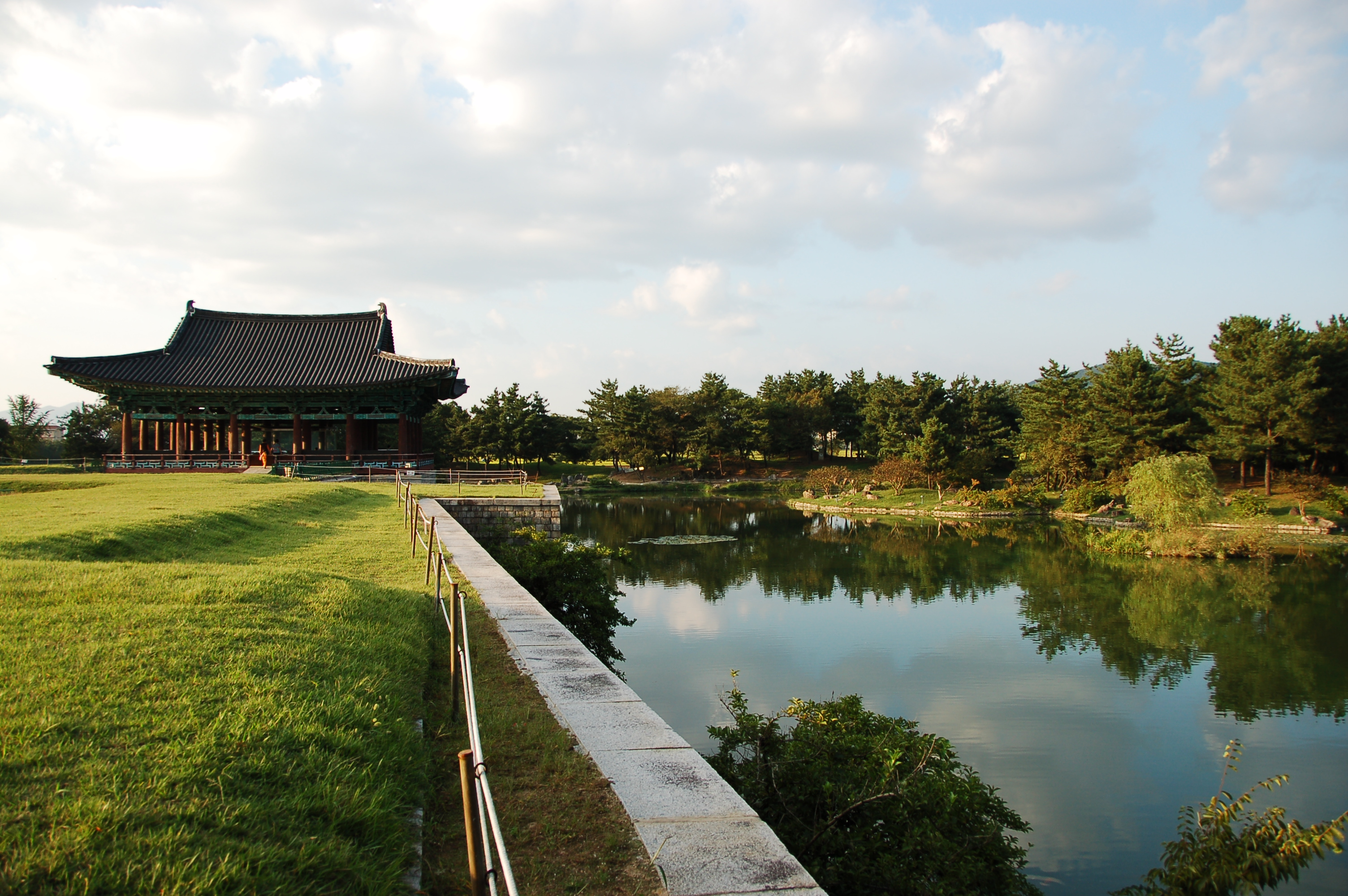
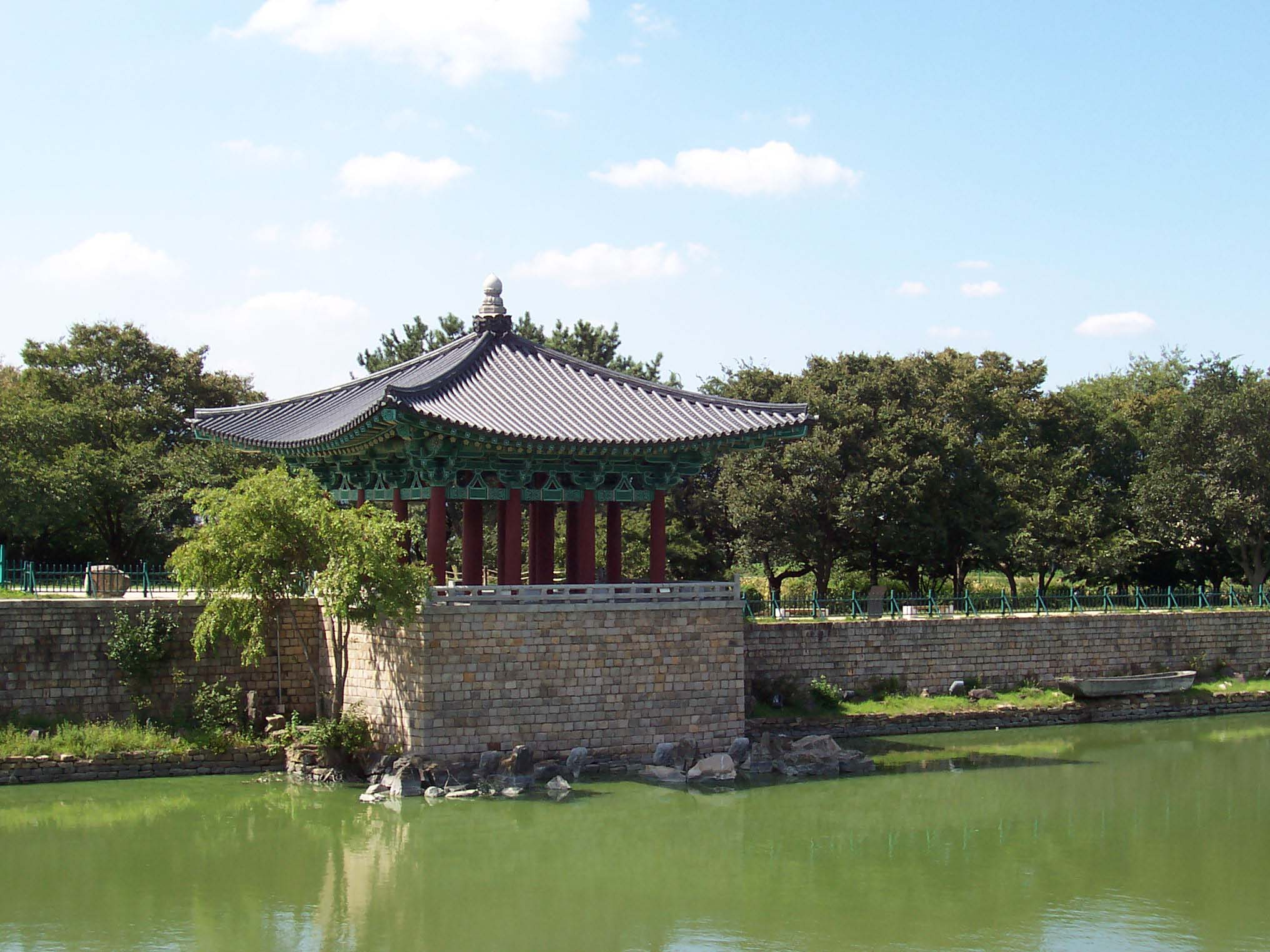
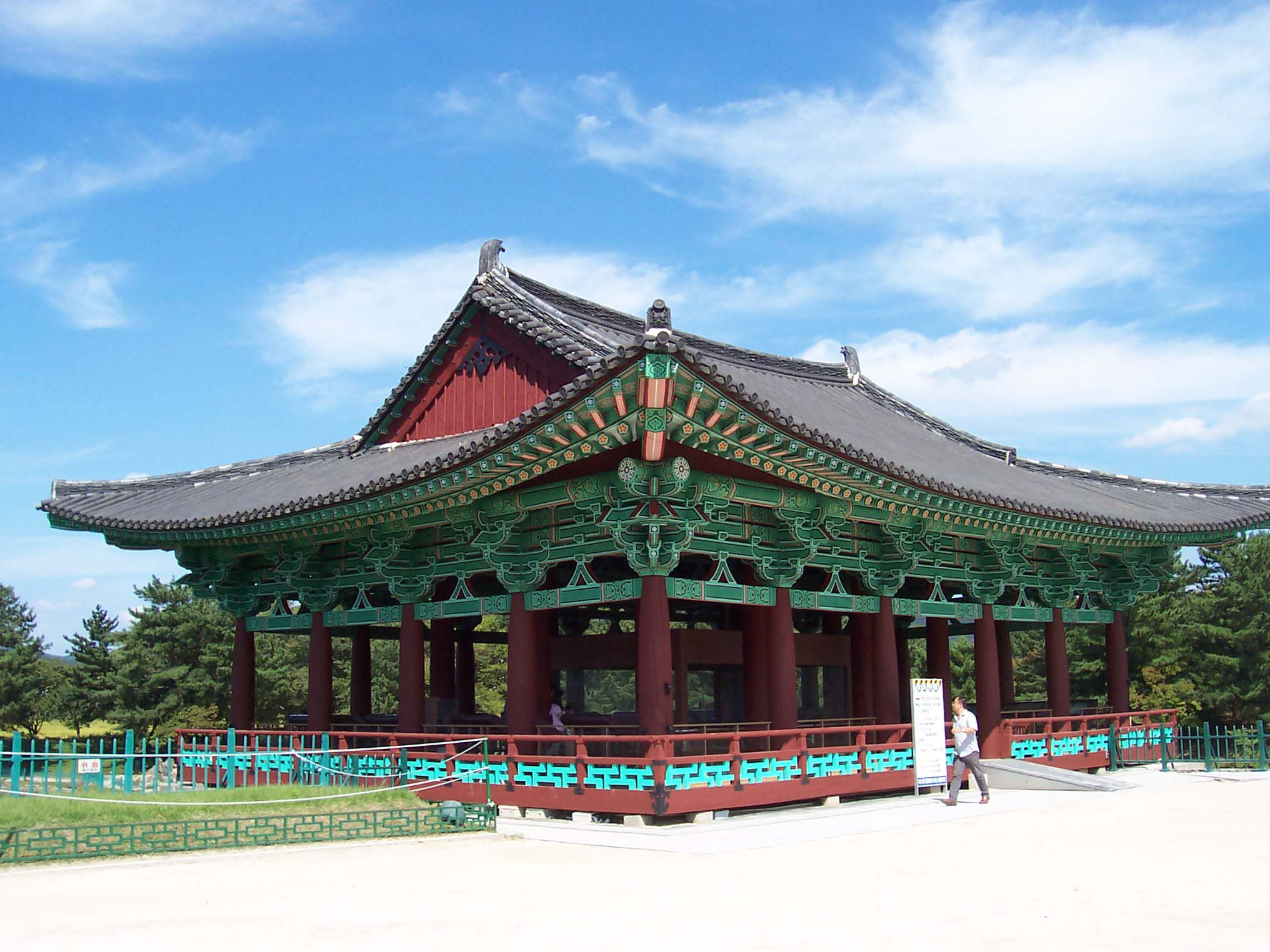
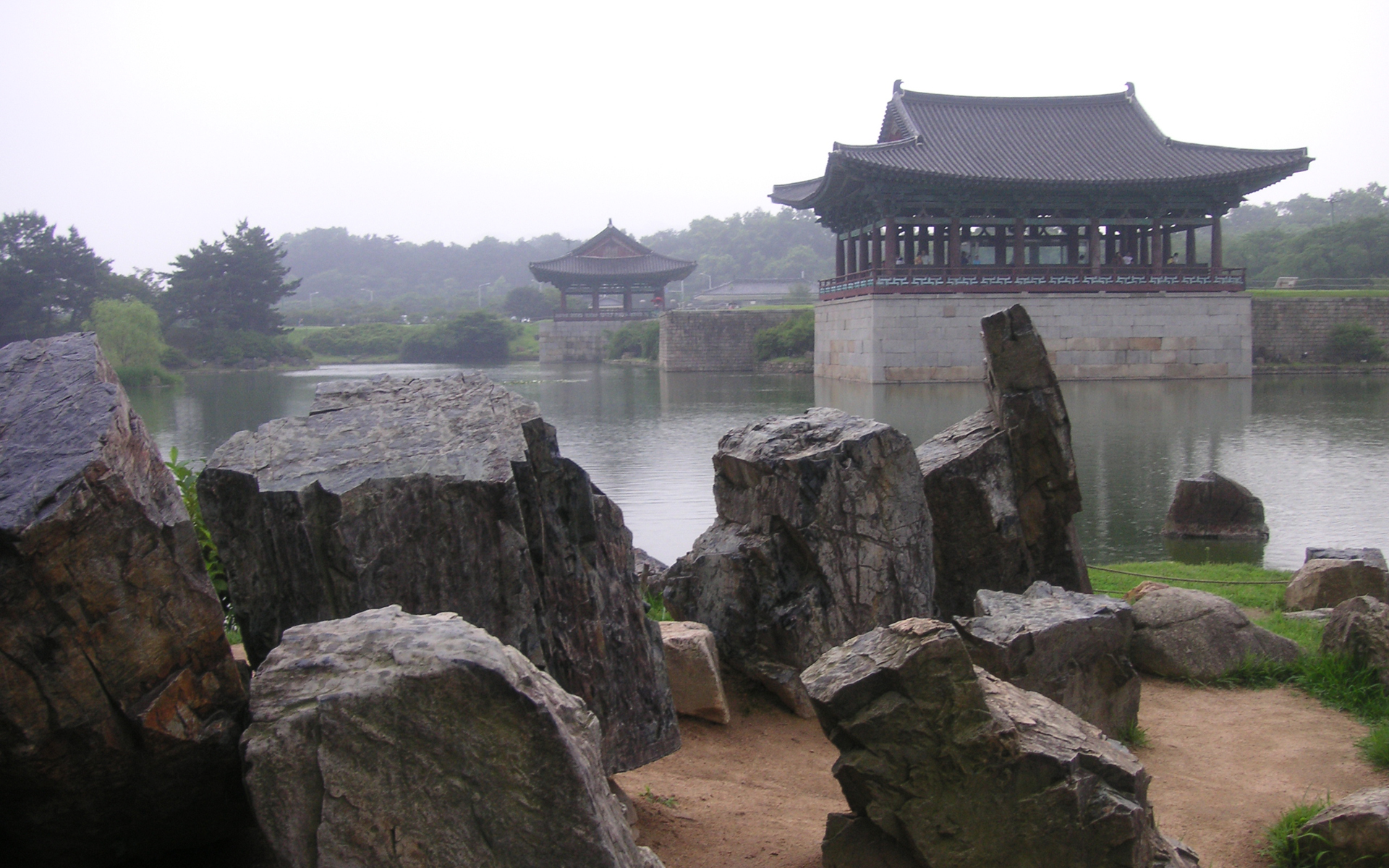
Előtérben a Panvolszong (Banwolseong) palota romjai
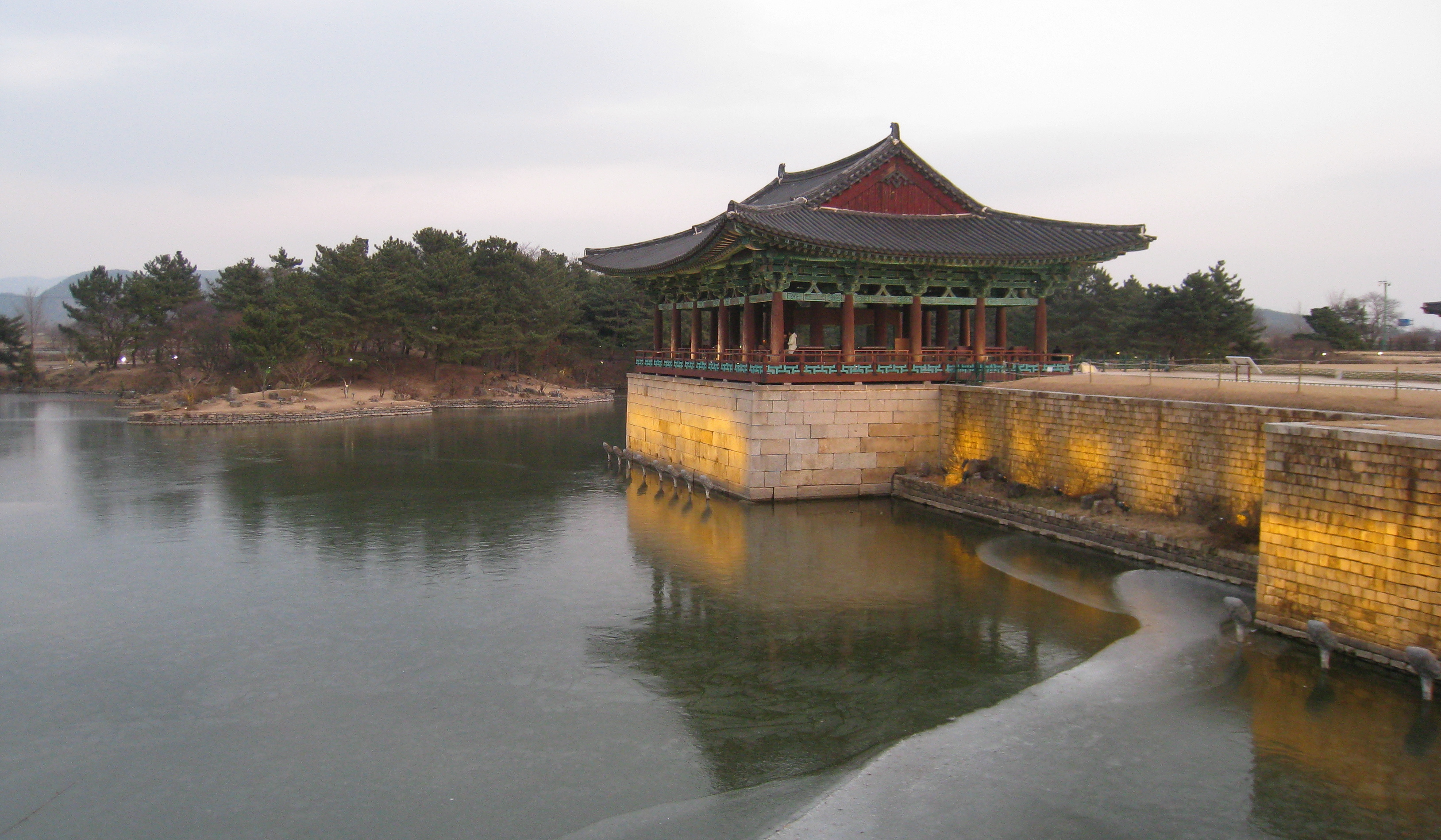
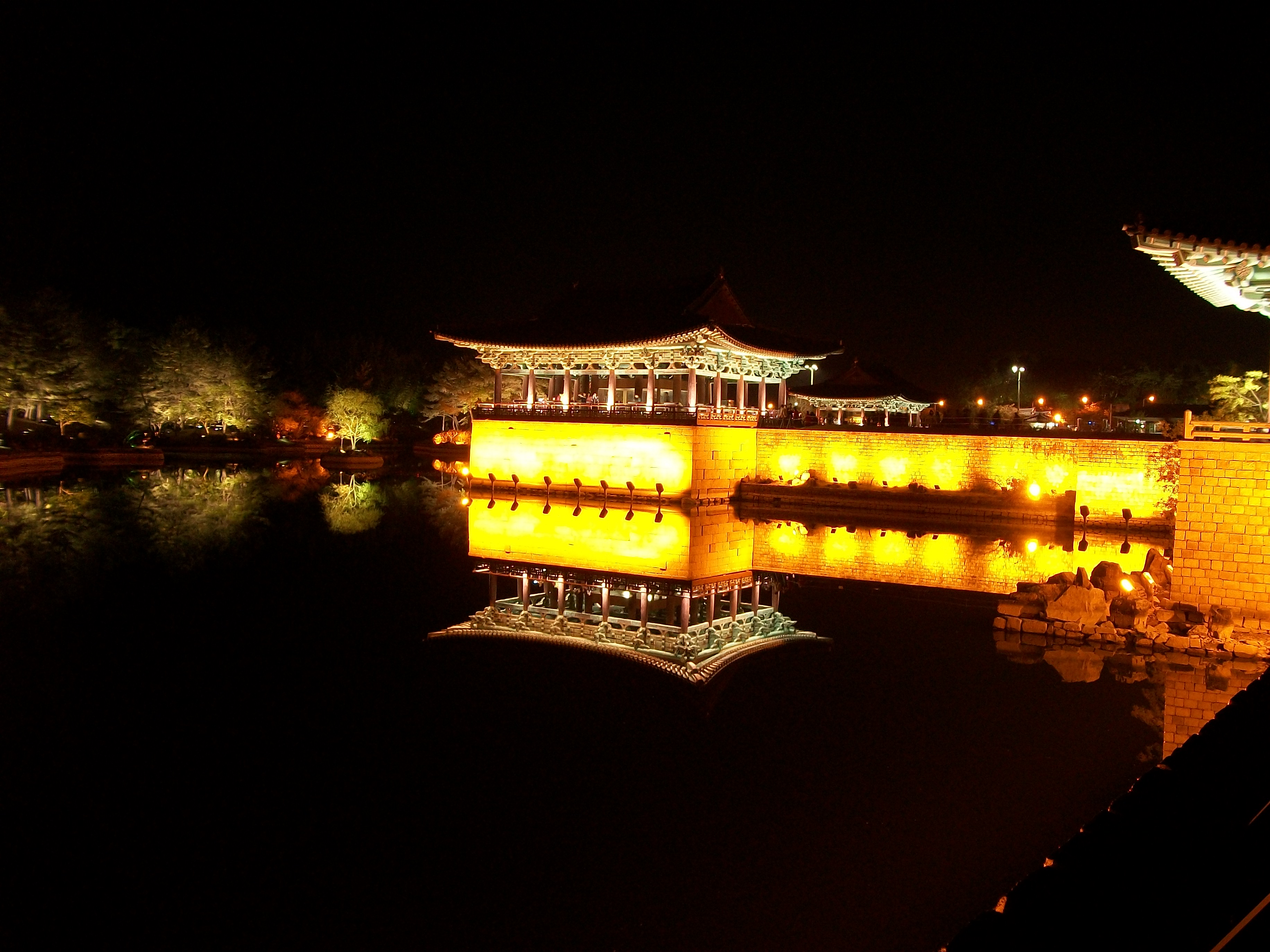
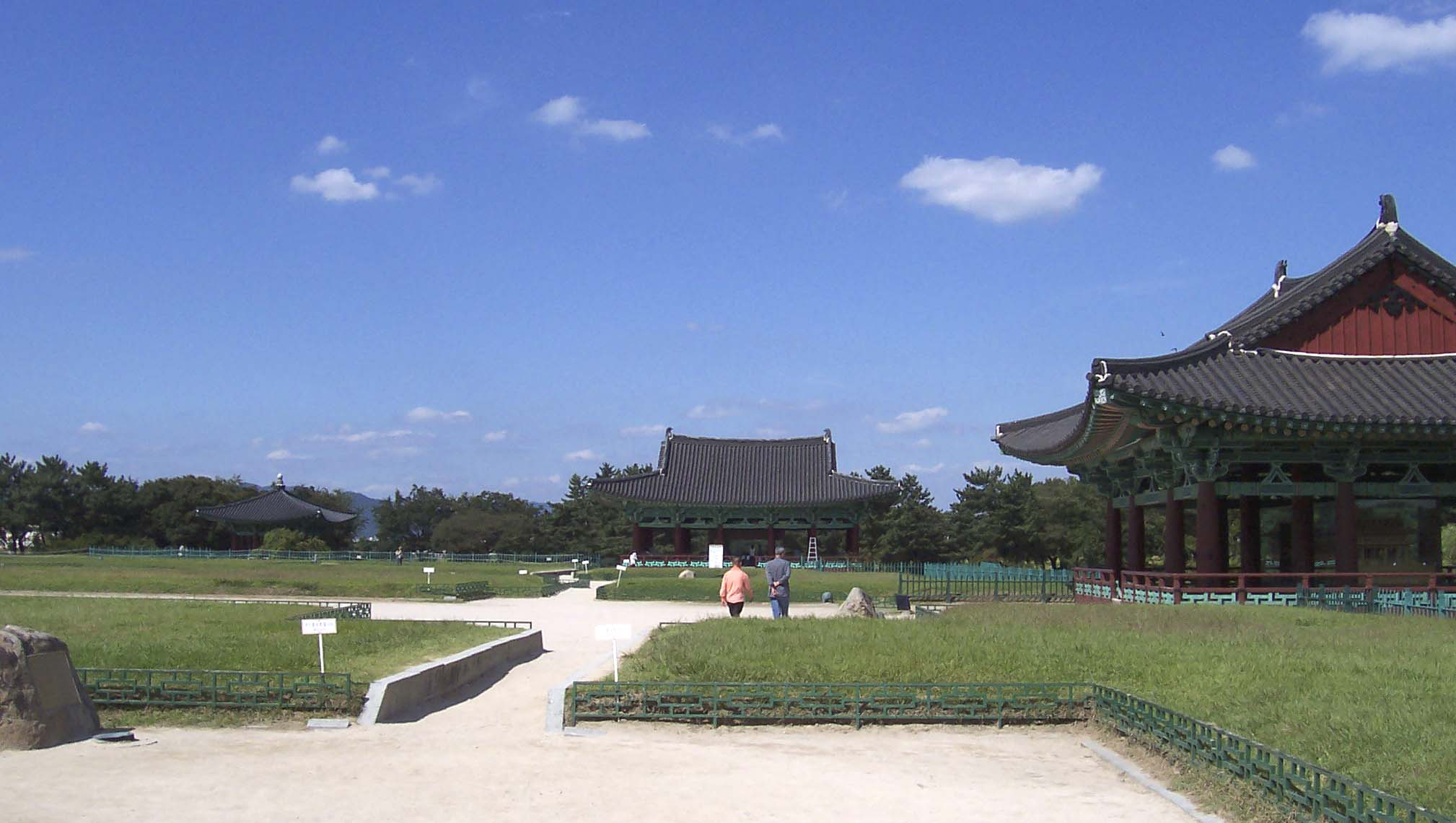
Bejárat a területre
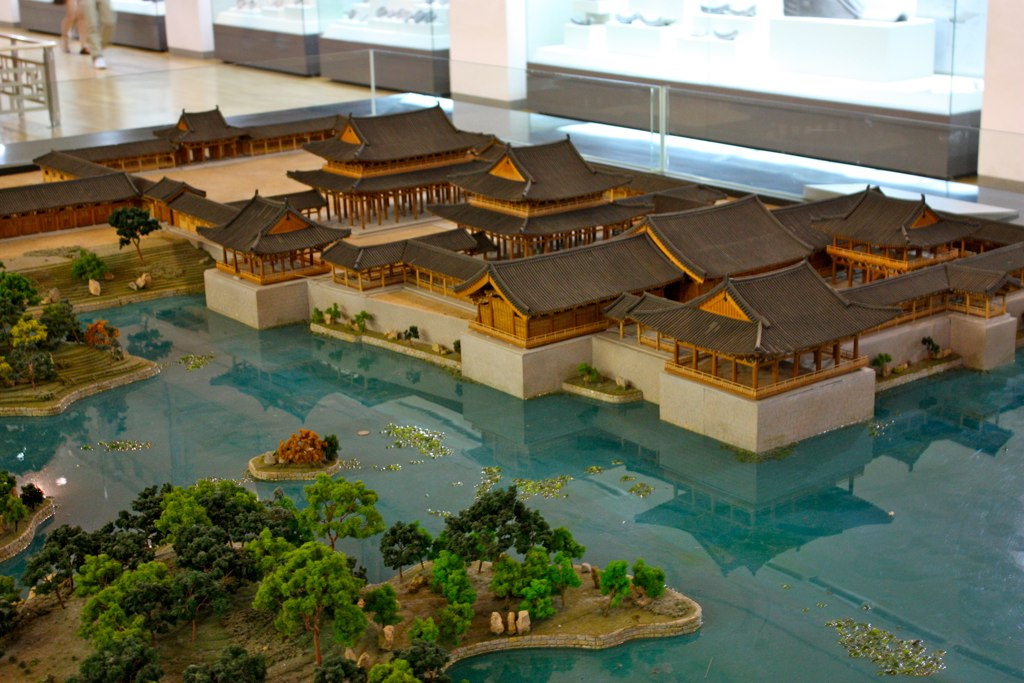
A komplexum modellje

## Fordítás
Ez a szócikk részben vagy egészben  a   Donggung Palace and Wolji Pond című angol Wikipédia-szócikk fordításán alapul.  Az eredeti cikk szerkesztőit annak laptörténete sorolja fel. Ez a jelzés csupán a megfogalmazás eredetét és a szerzői jogokat jelzi, nem szolgál a cikkben szereplő információk forrásmegjelöléseként.